# Сан-Мігел-ду-Арагуая (мікрорегіон)
Сан-Мігел-ду-Арагуая (порт. Microrregião de São Miguel do Araguaia) — мікрорегіон в мезорегіоні Північний захід штату Гояс, штат Гояс, Бразилія. Станом на 2006 рік населення становить 75 676 осіб. Займає площу 24 381,371 км². Густота населення — 3,1 осіб/км².

## Склад мікрорегіону
До складу мікрорегіону включені такі муніципалітети:
1. Крішас
2. Мозарландія
3. Мунду-Нову
4. Нова-Крішас
5. Нову-Планалту
6. Сан-Мігел-ду-Арагуая
7. Уйрапуру

| Бразилія | Це незавершена стаття з географії Бразилії. Ви можете допомогти проєкту, виправивши або дописавши її. |